# Онежский
Оне́жский — посёлок в составе Авдеевского сельского поселения Пудожского района Республики Карелия.

## Общие сведения
Расположен на западе района, на реке Шалица, в 4 километрах к северо-востоку от берега Заонежского залива Онежского озера (пристань Коннойгуба). Ближайшее село Авдеево — в 8 км на северо-восток, расстояние до райцентра Пудож по автодороге около 60 километров.

## Население
| 2002 | 2009 | 2010 | 2013 |
| ---- | ---- | ---- | ---- |
| 677  | ↘624 | ↘426 | ↘360 |

## Улицы
- Ул. А. Кринко
- Ул. Антикайнена
- Ул. Каменистая
- Ул. Комсомольская
- Ул. Кринко
- Ул. Лесная
- Ул. Речная
- Ул. Советская
- Ул. Школьная[5].